# Edouard Broers
Pour les articles homonymes, voir Broers.
Edouard Jean Ghislain Broers, né le 16 octobre 1810 à Malines et mort le 12 juin 1892 à Malines, est un homme politique belge.

## Biographie
D'une famille de brasseurs malinois, Edouard Broers est le fils de Michael Broers, conseiller communal de Malines, et de Regina Backx. Marié à Suzanne Vermeulen, fille de Jacques Antoine Joseph Vermeulen et de Joanna Juliana Marie Scheppers, il est le père de François Broers, le beau-père de Barnabé van den Wiele et de l'avocat et astronome Gustave Louis Bernaerts, ainsi que le grand-père de Félix Struye de Swielande.
Appartenant au courant catholique, élu au conseil communal de Malines en 1838, il est échevin de 1842 à 1856, devenant alors bourgmestre. Il donne sa démission en 1864, officiellement pour une question de conflit sur l'expropriation d'un terrain lui appartenant, mais il se trouvait surtout en difficulté du fait de la dominante libérale du conseil municipal. Après les élections municipales de 1860, il n'y avait plus de listes mixtes catholiques-libérales à Malines, les libéraux occupant progressivement tous les sièges du conseil municipal à l'exception de ceux de Broers et de Ketelaers. 
Broers siège au Conseil provincial pendant de nombreuses années. Il en est le vice-président, puis président du conseil provincial de 1876 à 1885. Il est également membre de la députation permanente de 1871 à 1890. 
En 1890, pour raison d'âge, il ne se représente pas en tant que candidat à la prolongation de son mandat de conseiller provincial et de député permanent. Son fils lui succède.
Il est président de l'Académie des beaux-arts de Malines (1865–1884), membre des conseils d'administration de l'Académie de dessin et de la sculpture de Malines (1840–1843, 1849–1856), de l'École provinciale des sages-femmes (1854–1856, 1884–1890), des Prisons (1864–1890), de l'école secondaire pour jeunes étudiants (1856–1864) et du conseil de milice du district de Malines.
Il est administrateur du Bureau d'escompte de la Banque nationale de Belgique à Malines (1860–1871).

## Mandats et fonctions
- Bourgmestre de Malines : 1855-1864
- Président de l'Académie des beaux-arts de Malines : 1865-1884
- Député permanent de la province d'Anvers : 1871-1890
- Président du Conseil provincial d'Anvers : 1876-1885